# Яков Берлинер
Яков Леополдович Берлинер (15 май 1904, Варшава – 24 юли 1985, Москва) е съветски оператор и фотожурналист, фронтови оператор по време на Великата отечествена война. Заслужил деятел на културата на РСФСР.

## Биография
Той е роден във Варшава в семейството на механика Липа Семенович Берлинер (1861 – 1935) и Фейга Пинхусовна Берлинер (по баща Рубин, 1868 – 1947), също родом от Варшава, които се женят през 1895 г. През 1914 г. семейството му се премества в село Лучное в Минска губерния (където живее сестрата на майка му), а през 1916 г. в град Игумен, където Яков завършва четирикласно училище. От 1920 до 1923 г. работи като общ работник, след това като агент на Центъра „Белсоюз“ и секретар на местния комитет на Центъра „Белсоюз“ в Минск.
През 1925 г. се премества в Москва, за да бъде със семейството си, работи във фабрика за целулоид, а през 1928 г. постъпва в операторския отдел на Държавния институт по кинематография. Съчетава обучението си с работа като фотожурналист за „Комсомолская правда“ и „Огоньок“. След като завършва института през 1932 г., работи като асистент-оператор в ленинградската филмова фабрика „Белгоскино“ (филми: „Ски обучение на Червената армия“, „Беларуски Донбас“ и други).
От октомври 1934 г. – асистент, по-късно оператор в Москинокомбинат (от 1935 г. – Мосфилм). Той е втори оператор на филмите: „Ние сме от Кронщат“ (1936 г.), „Нощ през септември“ (1939 г.), след което заснема филма като оператор: „По релсите“ (1940 г.).
От 1940 г. – оператор в студио „Мостехфилм“.
Призван е в Червената армия през 1941 г., звание: капитан-инженер. Оператор на фронтови филмови екипи на Централното студио за филмови хроники. Заснема бойните операции на Черноморския флот на ВМС, Азоваката и Дунавската флотилии. Автор на разкази за военни хроники и филмови периодични издания: „Пионерия“, „Союзкиножурнал“.
След демобилизацията работи като оператор в студио „Союздетфилм“ (от юли 1945 г.). От юли 1947 г. работи в Свердловското филмово студио за игрални и кинохронични филми. Във връзка с антисемитската кампанията за „борба с космополитизма“ е уволнен от филмовото студио на 31 декември 1947 г. и е лишен от правото да работи в киното.
| „                                                           | Претекстът, както винаги, се оказа правдоподобен, а истинската причина е петата точка. Докато войната продължаваше, по някаква причина никой не намираше за странно, че сред фронтовите оператори имаше твърде много евреи. Но в мирно време броят им във филмовата индустрия се оказа прекомерен и започна „прочистване“ – както от киното, така и от много, ако не и от повечето, творчески, и не само творчески институции, заради политиката на антисемитизъм. | “ |
| Юрий Кривоносов, специално за Sem40.Ru, 29 февруари 2008 г. | |   |

Впоследствие работи като фотожурналист в Совинформбюро (от 1961 г., агенция АПН). Пенсиониран през 1984 г. Член на Съюза на журналистите на СССР, член на Съюза на кинематографистите на СССР от 1984 г.
Погребан е на Востряковското гробище.